# Flisberget
Flisberget este o arie protejată (arie specială de conservare — SAC, sit de importanță comunitară — SCI) din Suedia întinsă pe o suprafață de 53,7 ha, integral pe uscat.

## Localizare
Centrul sitului Flisberget este situat la coordonatele 62°02′00″N 15°34′51″E / 62.0334°N 15.5807°E.

## Înființare
Situl Flisberget a fost declarat sit de importanță comunitară în decembrie 1995 pentru a proteja un număr necunoscut de specii din flora spontană și fauna sălbatică aflate în arealul zonei. Situl a fost protejat și ca arie specială de conservare în martie 2011.

## Biodiversitate
Situată în ecoregiunea boreală, aria protejată conține 4 habitate naturale: Mlaștini împădurite, Lacuri și iazuri distrofice naturale, Mlaștini turboase de tranziție și turbării mișcătoare, Taiga vestică.
La baza desemnării sitului se află un număr nedeclarat de specii protejate.